# グスタボ・モリーナ
グスタボ・モリーナ（Gustavo Molina, 1982年2月24日 - ）は、ベネズエラ・ラ・グアイラ州ラ・グアイラ出身の元プロ野球選手（捕手）。右投右打。

## 経歴

### ホワイトソックス時代
2000年1月3日に、シカゴ・ホワイトソックスと契約を結んだ。その後、7年間マイナー生活を過ごした。
2007年は、DL入りしたトビー・ホールに替わって開幕をメジャーで迎えた。4月2日にメジャーデビューを果たした。

### オリオールズ時代
2007年7月30日に、ボルチモア・オリオールズへトレードされた。オフの10月29日にFAとなった。この年はメジャー2球団合計で17試合に出場した。

### メッツ時代
2007年12月4日にニューヨーク・メッツとマイナー契約を結んだ。
2008年はメジャー2試合の出場にとどまり、11月3日にFAとなった。

### ナショナルズ傘下時代
2008年12月23日に、ワシントン・ナショナルズとマイナー契約を結んだ。
2009年11月9日にFAとなった。

### レッドソックス時代
2010年1月29日に、ボストン・レッドソックスとマイナー契約を結んだ。6月29日に、ビクター・マルティネスのDL入りに伴いメジャーに昇格した。7月18日にDFAとなり、10月6日にFAとなった。

### ヤンキース時代
2010年12月15日にニューヨーク・ヤンキースとマイナー契約を結んだ。
2011年はメジャーで3試合のみに出場し、ほぼAAA級スクラントン・ウィルクスバリ・レイルライダースでプレーした。8月19日にDFAとなり、マイナーへ降格した。10月3日にFAとなったが、12月15日にヤンキースと再契約した。
2012年11月3日にFAとなった。

### ロッキーズ傘下時代
2012年12月6日にコロラド・ロッキーズとマイナー契約を結んだ。2013年のスプリングトレーニングに参加した。

### ロッキーズ退団後
2013年5月7日にアトランティックリーグのランカスター・バーンストーマーズと契約した。シーズン終了後に退団した。
2014年はベネズエラのウィンターリーグのみでプレーした。
2015年はアトランティックリーグのサザンメリーランド・ブルークラブスでプレーした。2016年も所属し、シーズン終了後に退団した。
2017年はアトランティックリーグのブリッジポート・ブルーフィッシュでプレーした。
2018年はイタリアンベースボールリーグのリミニ・ベースボールクラブでプレーした。

## 詳細情報

### 年度別打撃成績
| 年 度    | 球 団    | 試 合 | 打 席 | 打 数 | 得 点 | 安 打 | 二 塁 打 | 三 塁 打 | 本 塁 打 | 塁 打 | 打 点 | 盗 塁 | 盗 塁 死 | 犠 打 | 犠 飛 | 四 球 | 敬 遠 | 死 球 | 三 振 | 併 殺 打 | 打 率 | 出 塁 率 | 長 打 率 | O P S |
| -------- | -------- | ----- | ----- | ----- | ----- | ----- | -------- | -------- | -------- | ----- | ----- | ----- | -------- | ----- | ----- | ----- | ----- | ----- | ----- | -------- | ----- | -------- | -------- | ----- |
| 2007     | CWS      | 10    | 21    | 18    | 0     | 1     | 0        | 0        | 0        | 1     | 1     | 0     | 0        | 1     | 1     | 1     | 0     | 0     | 4     | 0        | .056  | .100     | .056     | .156  |
| 2007     | BAL      | 7     | 9     | 9     | 1     | 2     | 1        | 0        | 0        | 3     | 0     | 0     | 0        | 0     | 0     | 0     | 0     | 0     | 3     | 0        | .222  | .222     | .333     | .556  |
| '07計    | BAL      | 17    | 30    | 27    | 1     | 3     | 1        | 0        | 0        | 4     | 1     | 0     | 0        | 1     | 1     | 1     | 0     | 0     | 7     | 0        | .111  | .138     | .148     | .286  |
| 2008     | NYM      | 2     | 8     | 7     | 0     | 1     | 0        | 0        | 0        | 1     | 0     | 0     | 0        | 0     | 0     | 1     | 0     | 0     | 1     | 0        | .143  | .250     | .143     | .393  |
| 2010     | BOS      | 4     | 7     | 7     | 1     | 1     | 0        | 0        | 0        | 1     | 0     | 0     | 0        | 0     | 0     | 0     | 0     | 0     | 2     | 0        | .143  | .143     | .143     | .286  |
| 2011     | NYY      | 3     | 6     | 6     | 0     | 1     | 1        | 0        | 0        | 2     | 0     | 0     | 0        | 0     | 0     | 0     | 0     | 0     | 0     | 0        | .167  | .167     | .333     | .500  |
| MLB：4年 | MLB：4年 | 26    | 51    | 47    | 2     | 6     | 2        | 0        | 0        | 8     | 1     | 0     | 0        | 1     | 1     | 2     | 0     | 0     | 10    | 0        | .128  | .160     | .170     | .330  |